# Takashi Tokita
Takashi Tokita (時田 貴司 Tokita Takashi?) (născut 24 ianuarie 1965) este un proiectant de jocuri video japonez care lucrează pentru Square Enix. S-a alăturat echipei Square Enix în 1985 împreună cu Akitoshi Kawazu și Nasir Gebelli. Este bine cunoscut pentru scrierea scenariului din Parasite Eve și din Final Fantasy IV. Este cunoscut și ca fiind regizorul jocurilor Parasite Eve și Chrono Trigger.

## Listă de jocuri
- Rad Racer II (1990) - Efecte de sunet
- Final Fantasy III (1990) - Efecte de sunet
- Final Fantasy IV (1991) - Proiectant principal, scenarist [1]
- Live A Live (1994) - Regizor, scenarist, proiectant evenimente
- Chrono Trigger (1995) - regizor
- Final Fantasy VII (1997) - Mulțumiri speciale
- Parasite Eve (1998) - Regizor, poveste, planificare
- Parasite Eve II (1999) - Consilier special
- Chocobo Racing (1999) - Regizor
- Final Fantasy Anthology (1999) - Mulțumiri speciale
- The Bouncer (2000) - Regizor, Dramaturg
- Final Fantasy IV Advance - Supraveghetor
- Musashi: Samurai Legend (2005) - Producător